# Горсгедс-Норт (Нью-Йорк)
Горсгедс-Норт (англ. Horseheads North) — переписна місцевість (CDP) в США, в окрузі Чеманг штату Нью-Йорк. Населення — 2761 особа (2020).

## Географія
Горсгедс-Норт розташований за координатами 42°11′48″ пн. ш. 76°48′17″ зх. д. / 42.19667° пн. ш. 76.80472° зх. д. (42.196640, -76.804664).  За даними Бюро перепису населення США в 2010 році переписна місцевість мала площу 5,80 км², з яких 5,73 км² — суходіл та 0,07 км² — водойми.

## Демографія
Згідно з переписом 2010 року, у переписній місцевості мешкали 2843 особи в 1137 домогосподарствах у складі 815 родин. Густота населення становила 490 осіб/км².  Було 1178 помешкань (203/км²).
Расовий склад населення:
| - 95,0 % — білих - 1,7 % — чорних або афроамериканців - 1,7 % — азіатів - 0,1 % — корінних американців |

До двох чи більше рас належало 1,5 %. Частка іспаномовних становила 1,5 % від усіх жителів.
За віковим діапазоном населення розподілялося таким чином: 24,6 % — особи молодші 18 років, 60,3 % — особи у віці 18—64 років, 15,1 % — особи у віці 65 років та старші. Медіана віку мешканця становила 42,0 року. На 100 осіб жіночої статі у переписній місцевості припадало 89,3 чоловіків;  на 100 жінок у віці від 18 років та старших — 87,8 чоловіків також старших 18 років.
Середній дохід на одне домашнє господарство  становив 83 812 долари США (медіана — 72 313), а середній дохід на одну сім'ю — 93 854 долари (медіана — 91 797). Медіана доходів становила 56 053 долари для чоловіків та 36 048 доларів для жінок. За межею бідності перебувало 5,0 % осіб, у тому числі 14,0 % дітей у віці до 18 років та 0,0 % осіб у віці 65 років та старших.
Цивільне працевлаштоване населення становило 1512 осіб. Основні галузі зайнятості: освіта, охорона здоров'я та соціальна допомога — 33,5 %, виробництво — 23,4 %, роздрібна торгівля — 13,3 %, будівництво — 6,5 %.